# Izé Teixeira
Izé Teixeira, est un chanteur franco-capverdien né sur l'île de Santiago au Cap-vert.
Après avoir sorti un Maxi en 2000 « Ma volonté » et réalisé trois albums solo Double Nationalidade (2001, Mobilizé (2003) et Kunana Spirit (2007), Izé Teixeira a sorti en février 2011 son 4e album, « Urb'Africa », empreint de musiques capverdiennes et de mélodies colorées. Izé est également membre de La Mc Malcriado, collectif de chanteurs capverdiens composé de Stomy Bugsy, Jacky Brown des Neg’Marrons et JP des deux doigts.

## Discographie
Maxi
- 2000 : Ma volonté

Albums solo
- 2001 : Double Nationalité
- 2003 : Mobilizé
- 2007 : Kunana Spirit
- 2011 : Urb'Africa

Avec La Mc Malcriado
- 2006 : Nos Pobreza Ké Nos Rikeza
- 2011 : Fidju di kriolu

Featuring et compilations
- 1996 : Le calibre qu’il te faut, album de Stomy Bugsy
- 2002 : Cap Sol
- 2003 : 4e Round, album de Stomy Bugsy
- 2003 : Dis l'heure 2 Zouk
- 2006 : Compilation Autour du Monde Cap-Vert
- 2006 : Compilation Cabo Dream (Vol.1)
- 2007 : Compilation Latina Fever /vol.2
- 2008 : Compilation African Fever
- 2010 : Un geste pour Haïti
- 2010 : Yes we can songs about leaving africa, compilation coupe du monde 2010
- 2010 : Revolucion Karibeana, album de Victor O
- 2010 : Compilation En mode Ragga Dancehall 2010
- 2010 :  Sound of secousse vol.1

## Nominations
Izé a obtenu des nominations avec son groupe La Mc Malcriado :
- L'album "Dis l'Heure 2 Zouk" a été nommé aux Victoires de la musique 2004 dans la catégorie Album Reggae/Ragga/World de l'année.
- La Mc Malcriado a remporté le trophée du "Meilleur groupe de la diaspora africaine" aux Kora Awards Music en 2010[1].